# Зизикон
Зизикон (нем. Sisikon) — коммуна в Швейцарии, в кантоне Ури. Население составляет 388 человек (на 31 декабря 2006 года). Официальный код — 1217.

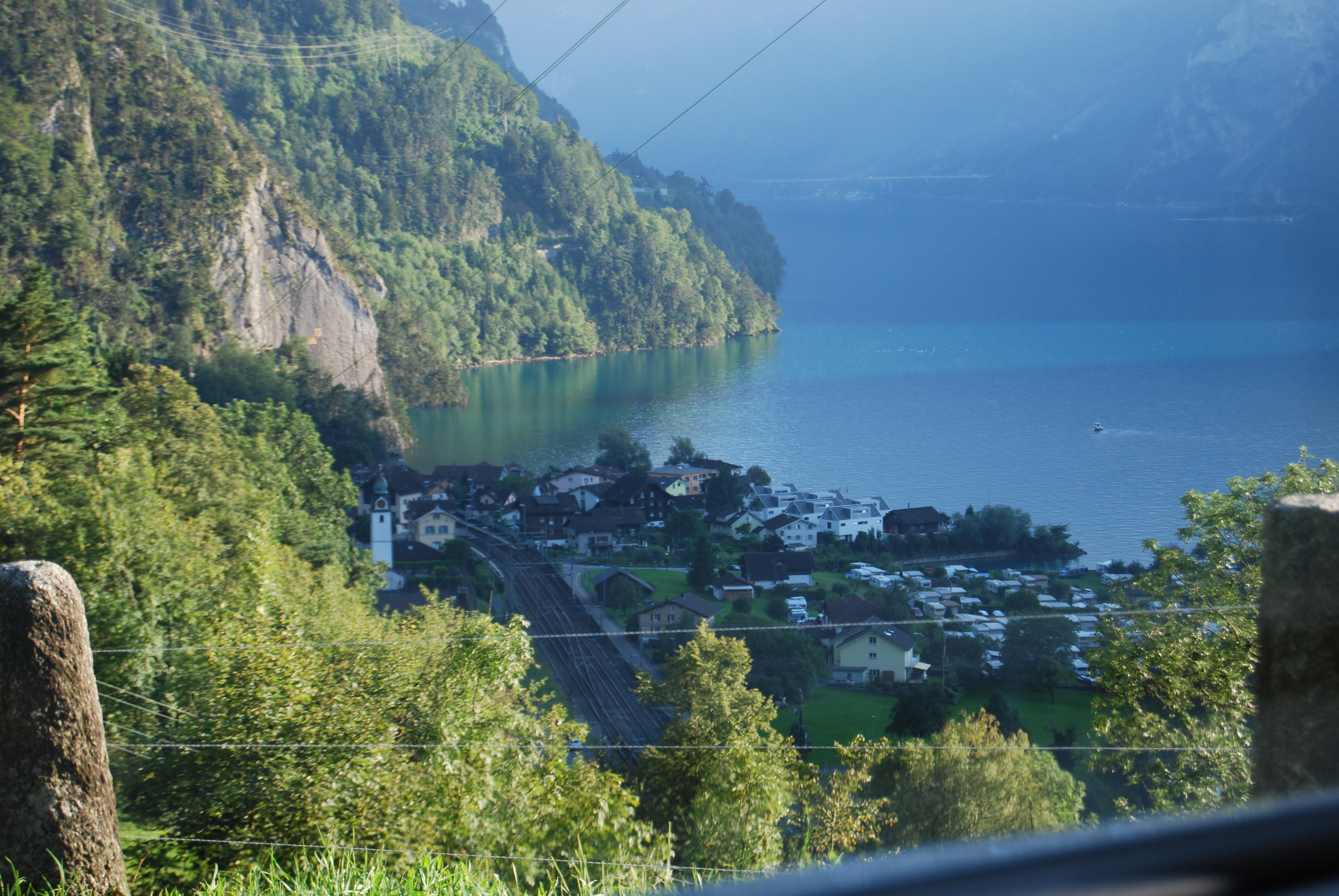
Зизикон

## География
На 2006 год Зизикон занимал территорию, равную 16,3 км² (6,3 кв. милям). Из этой площади, 30,9 % используется в сельскохозяйственных целях, а 44 % занято лесами. Из остальных земель, 1,2 % заселены, а остальные (23,8 %) являются неиспользуемыми (реки, ледники или горы). В кадастре 1993—1997 годов значилось, что 36,5 % общей площади земли было покрыто густыми лесами, в то время как 4,1 % был покрыт небольшими деревьями и кустарником. Из земель сельскохозяйственного назначения, 0,2 % используется для сельского хозяйства и пастбищ, 4,5 % используется для садов и бахчевых и 26,3 % используется для альпийских пастбищ. В населенных пунктах, 0,4 % площади покрыто зданиями, 0,2 % занято парками, и 0,6 % отдано под транспортную инфраструктуру. Из неиспользуемых областей 0,4 % покрыто водой (пруды и озера), 0,2 % занимают реки, и 7,7 % слишком скалисты для выращивания сельскохозяйственных культур.

## Демография
Население Зизикона (по состоянию на 31 декабря 2010 года) составляет 393 человека. В 2007 году 6,8 % населения составляли иностранные граждане. За последние 10 лет численность населения сократилась на 2,8 %. Большая часть населения (по состоянию на 2000 г.) говорит по-немецки (96,0 %), вторым по популярности языком является итальянский (1,4 %), третьим — сербо-хорватский (1,1 %). По состоянию на 2007 год 51,8 % населения составляют мужчины, и 48,2 % женщины.
Историческая численность населения приведена в следующей таблице:
| год  | население |
| ---- | --------- |
| 1970 | 309       |
| 1980 | 314       |
| 1990 | 319       |
| 2000 | 350       |
| 2005 | 390       |
| 2007 | 382       |